# Overland Red
Overland Red er en amerikansk stumfilm fra 1920 af Lynn Reynolds.

## Medvirkende
- Harry Carey som Overland Red
- Charles Le Moyne som Saunders
- Harold Goodwin som Collie
- Vola Vale som Louise Alacarme
- David B. Gally som Billy Winthrop
- C. E. Anderson som Boggs
- Joe Harris som Sago
- J. Morris Foster